# Kobylí Hlava
Kobylí Hlava (německy Roßhaupt) je malá vesnice, část města Golčův Jeníkov v okrese Havlíčkův Brod v Kraji Vysočina. Nachází se asi 4 km na jihozápad od Golčova Jeníkova. V roce 2009 zde bylo evidováno 50 adres. V roce 2001 zde žilo 75 obyvatel. Osadou protéká říčka Brslenka, na horním toku nazývaná také Čáslavka, která je levostranným přítokem řeky Doubravy.
Kobylí Hlava je také název katastrálního území o rozloze 6,78 km2.